# Nera (Russia)
La Nera (in russo Нера?; in lingua sacha: Ньара) è un fiume della Siberia Orientale, affluente di destra dell'Indigirka. Scorre nell'Ojmjakonskij ulus della Sacha (Jacuzia), in Russia.

## Descrizione
Si forma nella zona dell'Altopiano della Nera, al confine con il territorio di Magadan, dalla confluenza dei due rami sorgentiferi Chudžach e Deljankir. Il fiume scorre con direzione mediamente nord-occidentale e confluisce nell'Indigirka nel suo alto corso, a 1 404 km dalla foce, nei pressi della cittadina di Ust'-Nera ("foce del Nera" in russo). La lunghezza del fiume è di 196 km (calcolata dalla sorgente del Deljankir è di 331 km), l'area del suo bacino è di 24 500 km².
Il fiume è congelato, mediamente, da inizio ottobre a fine maggio, inizio giugno. Uno dei suoi maggiori affluenti (di destra) è l'Artyk, lungo 133 km. Nel bacino della Nera viene estratto l'oro.
La strada federale P504 Kolyma costeggia il fiume.